# Wędonka
Wędonka (Wedonka) – potok, lewobrzeżny dopływ Rudawy o długości 7,27 km i powierzchni zlewni 12,73 km².
Potok płynie na Wyżynie Krakowsko-Częstochowskiej. Wypływa w Wąwozie Podskalańskim na wysokości ok. 340 m n.p.m., płynie przez Modlnicę znajdującą się na Wyżynie Olkuskiej, potem przez miejscowość Modlniczka, następnie przez Rów Krzeszowicki, gdzie we wschodniej części Zabierzowa (przy moście kolejowym) uchodzi do Rudawy.